# Liste der Nummer-eins-Hits in Finnland (1984)
Dies ist eine Liste der Nummer-eins-Hits in Finnland im Jahr 1984. Sie basiert auf den offiziellen Single Top und den Album Top, die im Auftrag von Musiikkituottajat, der finnischen Landesgruppe der IFPI, erstellt werden.

## Singles
| | Liste der Nummer-eins-Hits in Finnland | Liste der Nummer-eins-Hits in Finnland | Liste der Nummer-eins-Hits in Finnland                                                | 1985 →                    |
| \| Zeitraum \| Wo. ges. \| Interpret \| Titel Autor(en) \| Zusätzliche Informationen \| \| (Zeitraum, Wochen auf Platz eins, Interpret, Titel, Autor[en], zusätzliche Informationen) \| \| \| \| \| \| ----------------------------------------------------------------------------------------- \| -------- \| -------------------------------- \| ------------------------------------------------------------------------------------- \| ------------------------- \| \| Januar 1984 1 Monat \| 1 \| Paul McCartney & Michael Jackson \| Say, Say, Say Michael Joe Jackson, Paul James McCartney \| – \| \| Februar 1984 1 Monat \| 1 \| Queen \| Radio Ga Ga Roger Taylor \| – \| \| März 1984 1 Monat \| 1 \| Frankie Goes to Hollywood \| Relax Musik: Peter Gill, William Johnson, Mark William O’Toole; Text: William Johnson \| – \| \| April 1984 – Mai 1984 2 Monate \| 2 \| Pirkka-Pekka Petelius \| Muistan sua Elaine \| – \| \| Juni 1984 – August 1984 3 Monate \| 3 \| Tuula Amberla \| Lulu \| – \| \| September 1984 1 Monat \| 1 \| Laura Branigan \| Self Control Musik: Giancarlo Bigazzi, Raffaele Riefoli; Text: Steve Piccolo \| – \| \| Oktober 1984 1 Monat \| 1 \| Vera Telenius \| Miljoona ruusua \| – \| \| November 1984 – Dezember 1984 2 Monate \| 2 \| Stevie Wonder \| I Just Called to Say I Love You Stevie Wonder \| – \| |                                        |                                        |                                                                                       |                           |
| |                                        |                                        |                                                                                       | → 1985 →                  |
| Zeitraum | Wo. ges.                               | Interpret                              | Titel Autor(en)                                                                       | Zusätzliche Informationen |
| (Zeitraum, Wochen auf Platz eins, Interpret, Titel, Autor[en], zusätzliche Informationen) |                                        |                                        |                                                                                       |                           |
| Januar 1984 1 Monat | 1                                      | Paul McCartney & Michael Jackson       | Say, Say, Say Michael Joe Jackson, Paul James McCartney                               | –                         |
| Februar 1984 1 Monat | 1                                      | Queen                                  | Radio Ga Ga Roger Taylor                                                              | –                         |
| März 1984 1 Monat | 1                                      | Frankie Goes to Hollywood              | Relax Musik: Peter Gill, William Johnson, Mark William O’Toole; Text: William Johnson | –                         |
| April 1984 – Mai 1984 2 Monate | 2                                      | Pirkka-Pekka Petelius                  | Muistan sua Elaine                                                                    | –                         |
| Juni 1984 – August 1984 3 Monate | 3                                      | Tuula Amberla                          | Lulu                                                                                  | –                         |
| September 1984 1 Monat | 1                                      | Laura Branigan                         | Self Control Musik: Giancarlo Bigazzi, Raffaele Riefoli; Text: Steve Piccolo          | –                         |
| Oktober 1984 1 Monat | 1                                      | Vera Telenius                          | Miljoona ruusua                                                                       | –                         |
| November 1984 – Dezember 1984 2 Monate | 2                                      | Stevie Wonder                          | I Just Called to Say I Love You Stevie Wonder                                         | –                         |

## Alben
| | Liste der Nummer-eins-Hits in Finnland | Liste der Nummer-eins-Hits in Finnland | Liste der Nummer-eins-Hits in Finnland | 1985 →                    |
| \| Zeitraum \| Wo. ges. \| Interpret \| Titel \| Zusätzliche Informationen \| \| (Zeitraum, Wochen auf Platz eins, Interpret, Titel, zusätzliche Informationen) \| \| \| \| \| \| ------------------------------------------------------------------------------ \| -------- \| -------------------------- \| ------------------ \| ------------------------- \| \| Januar 1984 1 Monat \| 1 \| Michael Jackson \| Thriller \| – \| \| Februar 1984 1 Monat \| 1 \| ZZ Top \| Eliminator \| – \| \| März 1984 1 Monat (insgesamt 2) \| 2 \| Lionel Richie \| Can’t Slow Down \| – \| \| April 1984 1 Monat \| 1 \| (Verschiedene Interpreten) \| Fever \| – \| \| Mai 1984 1 Monat \| 1 \| Pirkka-Pekka Petelius \| Muistan sua Elaine \| – \| \| Juni 1984 1 Monat \| 1 \| Verschiedene Interpreten \| Let’s Dance \| – \| \| Juli 1984 – August 1984 2 Monate \| 2 \| The Jackson Five \| Victory \| – \| \| September 1984 1 Monat (insgesamt 2) \| 2 \| Lionel Richie \| Can’t Slow Down \| – \| \| Oktober 1984 – Dezember 1984 3 Monate \| 3 \| Vera Telenius \| Miljoona ruusua \| – \| |                                        |                                        |                                        |                           |
| |                                        |                                        |                                        | → 1985 →                  |
| Zeitraum | Wo. ges.                               | Interpret                              | Titel                                  | Zusätzliche Informationen |
| (Zeitraum, Wochen auf Platz eins, Interpret, Titel, zusätzliche Informationen) |                                        |                                        |                                        |                           |
| Januar 1984 1 Monat | 1                                      | Michael Jackson                        | Thriller                               | –                         |
| Februar 1984 1 Monat | 1                                      | ZZ Top                                 | Eliminator                             | –                         |
| März 1984 1 Monat (insgesamt 2) | 2                                      | Lionel Richie                          | Can’t Slow Down                        | –                         |
| April 1984 1 Monat | 1                                      | (Verschiedene Interpreten)             | Fever                                  | –                         |
| Mai 1984 1 Monat | 1                                      | Pirkka-Pekka Petelius                  | Muistan sua Elaine                     | –                         |
| Juni 1984 1 Monat | 1                                      | Verschiedene Interpreten               | Let’s Dance                            | –                         |
| Juli 1984 – August 1984 2 Monate | 2                                      | The Jackson Five                       | Victory                                | –                         |
| September 1984 1 Monat (insgesamt 2) | 2                                      | Lionel Richie                          | Can’t Slow Down                        | –                         |
| Oktober 1984 – Dezember 1984 3 Monate | 3                                      | Vera Telenius                          | Miljoona ruusua                        | –                         |

Siehe auch: Nummer-eins-Hits 1984 in  Australien, Belgien, Dänemark, Deutschland, Frankreich, Irland, Italien, Japan, Kanada, Neuseeland, den Niederlanden, Norwegen, Österreich, Schweden, der Schweiz, Spanien, den Vereinigten Staaten und im Vereinigten Königreich.